# 文字絵
文字絵（もじえ）とは、文字を組み合わせて絵を作る江戸時代の遊びである。現代にも伝わるへのへのもへじはその代表例である。
他には「つる三ハ○○ムし（つるニハ○○ムし）」「ヘマムシヨ入道」「いろは天狗」など。
絵描き歌、アスキーアート、顔文字と似ているが、文字絵には以下の特徴がある。
- 歌わない。
- 単語の意味と絵の内容が合ったものが好まれる。
- 文字の一部が他の文字に入り組んだり、大きさや位置は行に由来しなかったりと配置が自由である。